# 関市立武芸川中学校
関市立武芸川中学校（せきしりつ むげがわちゅうがっこう）は、岐阜県関市ある公立中学校。

## 沿革
1956年の武芸村発足時、北部（旧・東武芸村）は山県郡美山村との学校組合の武芸中学校、南部（旧・南武芸村）は博愛中学校であった。武芸川中学校は武芸村の校区の再編により武芸村全域を校区とする中学校として新設された中学校である。
- 1964年（昭和39年）4月 - 武芸村立武芸川中学校（仮称）の起工式を行う。
- 1965年（昭和40年）
  - 4月1日 - 武芸村が町制施行し、武芸川町となる。
  - 8月31日 - 美山町との学校組合を解散。山県郡美山町武儀郡武芸川町学校組合立武芸中学校は旧・西武芸村の地区を校区とする美山町立西武芸中学校となる。武芸川町立博愛中学校を廃校。
  - 9月1日 - 武芸川町全域を校区とする武芸川町立武芸川中学校として開校。
- 2005年（平成17年）2月7日 - 武芸川町が関市に編入される。同時に関市立武芸川中学校に改称する。

## 通学区域[1]
旧・武儀郡武芸川町全域である
- 武芸川町跡部
- 武芸川町高野
- 武芸川町八幡
- 武芸川町小知野
- 武芸川町宇多院
- 武芸川町平
- 武芸川町谷口

## 進学前小学校
- 博愛小学校
- 武芸小学校

## 交通アクセス
- 岐阜バス

高美線「武芸川中学校前」バス停より徒歩約5分。
- 関市内巡回バス

01関板取線「武芸川中学校前」バス停より徒歩約5分。

## 義務教育学校の計画
- 児童数及び生徒数の減少、小規模校の適正化のため、武芸川中学校、武芸小学校、博愛小学校を統合し、2026年度以降に義務教育学校にする計画である。